# Charlie Cruz
Carlos Alfonso Cruz Quiñones (Río Piedras; 3 de abril de 1975), más conocido como Charlie Cruz, es un cantautor y músico puertorriqueño de salsa.

## Primeros años y carrera
Charlie Cruz es el mayor de una familia de siete hermanos compuesta de cinco varones y dos mujeres. Vivió sus años de adolescencia en Paterson, Nueva Jersey, donde desarrolló una afinidad inmensa con la salsa. Sus modales musicales son los artistas Héctor Lavoe y Frankie Ruiz. Antes de incursionar en la música, Charlie se dedicó al pugilismo durante cinco años, aquí llegó a combatir en la categoría de 132 libras y tuvo varias ofertas para debutar profesionalmente, negándose a todas debido a que deseaba iniciar una carrera musical.
Inició su carrera musical haciendo coros en la orquesta de su padre, Fonzy Cruz. Para 1996, decide radicarse en Puerto Rico, en el pueblo de Naguabo, aquí se convierte en corista de la orquesta de Domingo Quiñones por dos años. Tomó clases de canto, solfeo y educación para la voz cuando estaba en la escuela superior, también estudió piano.
Luego de pasar etapas como corista, se aventura a lanzar su carrera como solista debutando en el mercado internacional con la producción "Imagínate" que contó con arreglos y dirección de Sergio George, este disco fue lanzado por el sello WEA Latina.
Su debut en el mundo discográfico fue seguido por otros lanzamientos como fueron las producciones “Así soy” y “Un chico malo”. De estas surgieron éxitos de difusión como “Bombón de azúcar”, “Amarte es un problema” y “Un chin chin”.
En el año 2013, lanza el álbum Huellas en donde rinde homenaje a Frankie Ruiz, interpretando cuatro temas que el recordado Papá de la Salsa no pudo grabar en 1998 debido a su muerte. Charlie Cruz mencionó lo siguiente en referencia a Frankie Ruiz: Siempre ha sido mi inspiración y mi cantante favorito por muchos años. Es una bendición que me hayan presentado este proyecto. En este disco también participa un amigo de Charlie Cruz, el salsero Domingo Quiñones.
En 2016, Charlie Cruz se unió al nuevo proyecto de Bobby Cruz, Salsa Factory Bunch, en donde, en palabras de Bobby Cruz: la intención es levantar la salsa de nuevo.

## Discografía

### Como solista
- La Magia De Amor (1997)
- Imagínate (1999)
- Así Soy (2000)
- Un Chico Malo (2001)
- Juntos (2002)
- Ven A Mí (2003)
- Como Nunca (2004)
- Más De Mí (2006)
- Dinámico (2008)
- Sigo Aqui (2010)
- Huellas (2013)

### EP
- Tentaciones VOL 1 (2021)
- Tentaciones VOL 2 (2022)
- Recordar es vivir (2023)

### Colaboraciones/Otras grabaciones
- 2016: «Salsa Factory Bunch» (con Salsa Factory Bunch) - del álbum Salsa Factory Bunch: The Beginning
- 2016: «Cosas de Hombres» (con Salsa Factory Bunch) - del álbum Salsa Factory Bunch: The Beginning